# Red de pueblos patrimonio de Colombia
La Red Turística de Pueblos Patrimonio de Colombia, es una iniciativa del Ministerio de Comercio, Industria y Turismo, con el apoyo de Ministerio de Cultura y ejecutada por el Fondo Nacional de Turismo FONTUR, que busca potenciar el patrimonio cultural colombiano, material e inmaterial (usos, representaciones, expresiones, conocimientos y técnicas transmitidas de generación en generación), para su valoración y proyección mediante el turismo y generar más oportunidades de desarrollo y sostenibilidad en sus comunidades.

## Pueblos Patrimonio
| Imagen | Municipio                              | Departamento       | Zona                   | Mapa                                   |
| ------ | -------------------------------------- | ------------------ | ---------------------- | -------------------------------------- |
|        | Ciénaga                                | Magdalena          | Caribe                 | Ciénaga                                |
|        | Santa Cruz de Mompox                   | Bolívar            | Caribe                 | Mompox                                 |
|        | Santa Cruz de Lorica                   | Córdoba            | Caribe                 | Lorica                                 |
|        | Aguadas                                | Caldas             | Cafetera y Paisa       | Aguadas                                |
|        | Salamina                               | Caldas             | Cafetera y Paisa       | Salamina                               |
|        | Jardín                                 | Antioquia          | Cafetera y Paisa       | Jardín                                 |
|        | Jericó                                 | Antioquia          | Cafetera y Paisa       | Jericó                                 |
|        | Santa Fe de Antioquia                  | Antioquia          | Cafetera y Paisa       | Santa Fe de Antioquia                  |
|        | El Socorro                             | Santander          | Santanderes            | Socorro                                |
|        | Barichara                              | Santander          | Santanderes            | Barichara                              |
|        | San Juan de Girón                      | Santander          | Santanderes            | Girón                                  |
|        | La Playa de Belén                      | Norte de Santander | Santanderes            | La Playa de Belén                      |
|        | Villa del Rosario (Norte de Santander) | Norte de Santander | Santanderes            | Villa del Rosario (Norte de Santander) |
|        | Guaduas                                | Cundinamarca       | Central-Cundiboyacense | Guaduas                                |
|        | Honda                                  | Tolima             | Central-Cundiboyacense | Honda                                  |
|        | Monguí                                 | Boyacá             | Central-Cundiboyacense | Monguí                                 |
|        | Villa de Leyva                         | Boyacá             | Central-Cundiboyacense | Villa de Leyva                         |
|        | Guadalajara de Buga                    | Valle del Cauca    | Pacífico               | Buga                                   |
|        | Pore                                   | Casanare           | Llanos Orientales      | Pore                                   |

### Potenciales
- Colosó, Sucre
- Charalá, Santander
- Filandia, Quindío
- Guatapé, Antioquia
- Guatavita, Cundinamarca
- Ráquira, Boyacá
- Herrán, Norte de Santander
- Ambalema, Tolima

## Mapa
| Ciénaga Mompox Lorica Aguadas Salamina Santa Fe de Antioquia Jericó Jardín El Socorro Barichara Girón La Playa de Belén Pore Buga Villa de Leyva Monguí Honda Guaduas Localización de los pueblos patrimonio. |